# Fronte dell'Uomo Qualunque

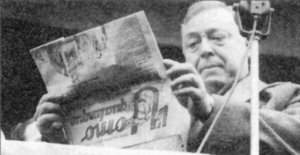
Gugliermo Giannini

Le Fronte dell'Uomo Qualunque (UQ ; nom traduisible par « Front de l'homme ordinaire »)  était un courant, puis un parti politique italien qui a pris vie autour du journal homonyme  L'Uomo qualunque  fondé à Rome en 1944 par le journaliste Guglielmo Giannini.

## Histoire

### Prémices
Guglielmo Giannini, de tendance libérale, affirmait : 
« Non esiste e non può esistere una politica di massa »
— Guglielmo Giannini, L'Uomo Qualunque, 1945

« Il n'existe pas et il ne peut pas exister une politique de masse »
— L'Uomo Qualunque, 1945
. La naissance d'un parti de masse devient réalité avec la création du gouvernement de Ferruccio Parri, que Giannini affubule du sobriquet « Fessuccio »), qui s'installe le 21 juin 1945.
Le nouveau président du Conseil est accusé par l'hebdomadaire de Giannini d'être inadapté au poste. Le succès de cette initiative est telle que, spontanément, de nombreux sympathisants se réunissent en groupes définis « amici dell'Uomo qualunque », qui prennent le nom de « nuclei qualunquisti ».

### Naissance du parti

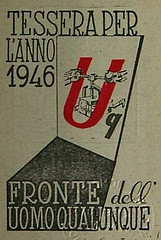
Carte d'adhérent année 1946

Aux formations de « nuclei qualunquisti » succèdent rapidement des bureaux du parti dans toute l'Italie, avec distribution de cartes d'affiliation.
Dans un premier temps, Giannini cherche à diriger cette adhésion populaire sur le Parti libéral italien, mais l'opposition de Benedetto Croce fait échouer le projet.
À la suite de ce refus, Giannini décide de fonder son propre parti Fronte dell'Uomo Qualunque dont le premier congrès se tient à Rome entre le 16 et le 19 février 1946 dans l'amphithéâtre de la cité universitaire.
Le jour d'ouverture du congrès, le Parti communiste italien critique fermement la formation du nouveau parti, l'accusant d'être une tentative de reconstruction du défunt Parti national fasciste :
« L'Uomo qualunque è un movimento che costituisce al tempo stesso una sopravvivenza e un'anticipazione del fascismo... i suoi dirigenti... sono tristi speculatori delle sventure d'Italia, torbidi giocolieri che tentano di riesumare il fascismo vestendolo da pagliaccio »
— Velio Spano,  L'Unità, 16 février 1946

« L'Uomo qualunque est un mouvement qui constitue simultanément une survie et une anticipation du fascisme...ses dirigeants...sont de tristes spéculateurs des mésaventures de l'Italie, des louches jongleurs qui tentent d’exhumer le fascisme en l'habillant en Paillasse »
— L'Unità, 16 février 1946

### Le programme
Le Fronte dell'Uomo Qualunque ne conçoit pas l'État comme une entité politique, mais simplement administrative, sans aucune base idéologique. Un
« état technique » qui s'occupe de l'organisation d'une « foule » plutôt que celle d'une « nation ». Selon Giannini pour gouverner : 
« ...basta un buon ragioniere che entri in carica il primo gennaio e se ne vada il 31 dicembre. E non sia rieleggibile per nessuna ragione »
— Guglielmo Giannini, L'Uomo Qualunque

« ...il suffit d'un bon comptable qui prenne ses fonctions le 1er janvier et s'en aille le 31 décembre et qu'il ne soit rééligible d'aucune façon »
— L'Uomo Qualunque
.
L'État doit être présent le moins possible dans la société, l'économie laissée aux entrepreneurs privés dans un système totalement libériste. Dans le cas contraire, l'état deviendrait éthique et selon Giannini il s'ensuivrait une oppression de la libre pensée de l'individu, jusqu’à atteindre une vision impérialiste de l'organisation centrale.
Principaux points idéologiques
- Lutte contre le communisme,
- Lutte contre le capitalisme de la grande industrie,
- Encouragement du libéralisme économique individuel,
- Limitation du prélèvement fiscal,
- Négation de la présence de l'État dans la vie sociale du pays.

## L'Assemblée Constituante
Le 2 juin 1946, aux élections nationales pour l'Assemblée constituante de la République italienne, le Fronte dell'Uomo Qualunque obtient 1 211 956 votes soit 5,3 % des préférences ce qui lui vaut 30 députés devenant le cinquième parti national après la Démocratie chrétienne, le Parti socialiste italien d'unité prolétarienne, le Parti communiste italien et l'Union démocratique nationale. Il réalise son meilleur score dans la province de Bari, où il obtient 105 588 voix, soit 20,28% des suffrages exprimés, terminant ainsi deuxième derrière la Démocratie Chrétienne (30,64%) et devant le Parti Communiste (15,32%). Globalement, le parti est surtout populaire dans le Mezzogiorno et en région romaine, surtout en Sicile qu'il a obtenu les meilleurs résultats, devenant premier parti à Palerme et Messine.
Le second tour des élections administratives représente l'apogée du parti. À Rome il obtient 108 000 voix soit 6 000 voix de plus que la Démocratie chrétienne et second derrière le Blocco popolare, formé de communistes et socialistes.

## Le vide politique
Alcide De Gasperi succède à Parri à la tête du gouvernement. Il attaque la formation de Giannini, la définissant philo fasciste. Comme les grands partis implantés sur le territoire, la  Confindustria dirigée par Angelo Costa, est aussi hostile au Fronte dell'Uomo Qualunque, courroucée par les accusations de Giannini sur des présumés accords entre le grand patronat et le syndicat contrôlé par les communistes.
En 1947 le parti « qualunquista » se montre plus conciliant envers le gouvernement De Gasperi, qui avait sorti les communistes du gouvernement. Ce rapprochement avec la démocratie chrétienne est le prémices du déclin populaire du Fronte dell'Uomo Qualunque, car ses partisans déçus du nouveau positionnement pro-gouvernemental quittent le parti.
Au mois de mai, aux élections régionales siciliennes, ils forment une liste « Blocco Democratico Liberale Qualunquista », qui obtient 14,7 % tandis qu'au parlement 14 de ses députés quittent le groupe en formant un groupe séparé  : Unione Nazionale.
L'année suivante, aux élections du 18 avril, le Fronte dell'Uomo Unico entre dans le  Blocco Nazionale (Bloc national) avec le Parti libéral italien formant ainsi une coalition électorale de centre droit. La liste obtient seulement 19 députés et 10 sénateurs.
Le Fronte dell'Uomo Unico (UQ) disparaît en quelques mois, la plupart de ses membres rejoignent le Parti national monarchiste et le PLI, quelques-uns adhérent au nouveau Mouvement social italien.

## Héritage du «qualunquismo»
Le terme qualunquismo, est resté dans le langage politique avec une connotation négative : il définit une attitude de méfiance envers les institutions démocratiques, défiance et hostilité envers la politique et le système des partis, d'insensibilité envers les intérêts généraux qui se traduisent par des idées et opinions simplistes et souvent conservatrices envers les problèmes de l'état et du gouvernement.
En vérité, le mouvement n'était pas désintéressé et insensible à la vie politique du pays, mais plutôt découragé par le système des partis et du peu d'intérêt que la politique portait aux vrais problèmes des gens.
Dans la culture française, il existe un terme analogue : poujadisme et populisme.

## Congrès
- Ier Congrès : Rome, 16-18 février 1946,
- IIe Congrès : Rome, 1er octobre 1947.

## Résultats électoraux
|                   | Liste                  | Votes                      | %                                     | Sièges |    |
| Élections de 1946 | Assemblée Constituante | Fronte dell'Uomo Qualunque | 1.211.956                             | 5,27   | 30 |
| Élections de 1948 | Chambre                | Blocco Nazionale           | -alliance avec Parti libéral italien- | -      | 4  |
| Senat             | Blocco Nazionale       | -Alliance avec le PLI-     | -                                     | 3      |    |